# Ferdinand Hoppe
Ferdinand Theodor Hoppe (* 23. Februar 1848 in Dorpat, Gouvernement Livland, Russisches Kaiserreich; † 2. Dezember 1890 in Köln) war ein deutsch-baltischer Landschafts- und Marinemaler der Düsseldorfer Schule.

## Leben

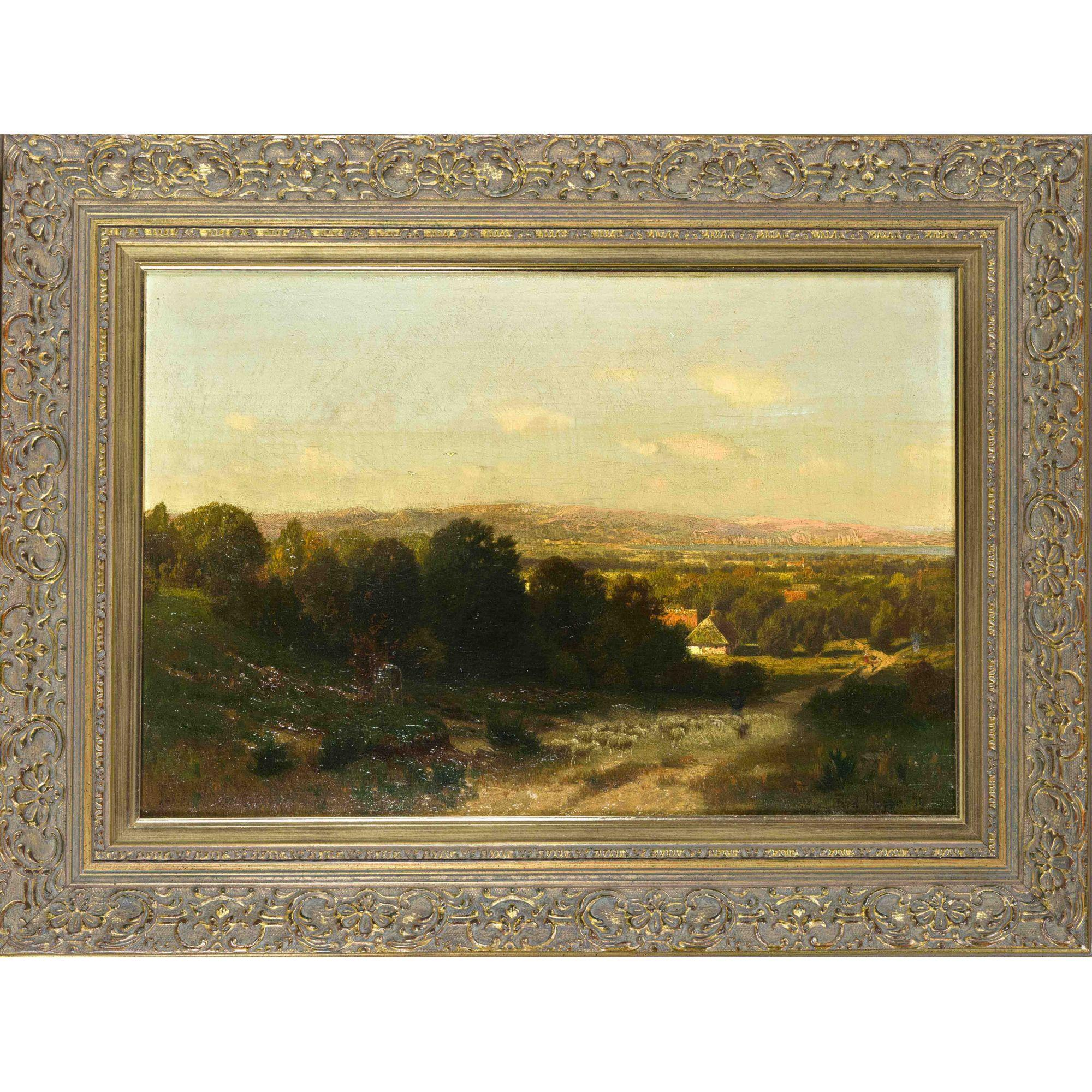
Ansicht des Bodensees

Hoppe wurde 1868 Schüler der Kunstakademie Düsseldorf. Dort besuchte er die Elementarklasse von Andreas Müller. Außerdem besuchte er den Unterricht des Landschaftsmalers Eugen Dücker, dessen Malerei er hinsichtlich Malweise und Sujets nachfolgte. Als Landschaftsmaler lebte er in Düsseldorf. Von 1873 bis zu seinem Tod war er dort Mitglied des Künstlervereins Malkasten. In den Jahren 1873, 1875, 1877 und 1880 besuchte Hoppe die Insel Rügen. Seine Bilder stellte er auf der Berliner akademischen Kunstausstellung der Jahre 1870, 1872, 1876–1881 und 1887 aus, ferner 1873 in Sachses Berliner Kunstausstellung, 1875 auf der Dresdner akademischen Kunstausstellung, 1880 auf der 4. allgemeinen deutschen Kunstausstellung der Allgemeinen Deutschen Kunstgenossenschaft in Düsseldorf und 1882 auf der Kunstausstellung Hannover. Im Alter von 42 Jahren starb Hoppe in der Nacht zum 2. Dezember 1890 zu Köln an den Folgen eines Fenstersturzes.
Ferdinand Hoppe war verheiratet mit Elise Anna, der am 14. Mai 1848 geborenen Tochter des Düsseldorfer Schlachtenmalers Wilhelm Camphausen. Ihr Sohn, Curt Hoppe-Camphausen, wurde ebenfalls Maler.